# Стригозелла
Стригозелла (лат. Strigosella; диминутив от strigosus — щетинистый) — род травянистых растений семейства Капустные (Brassicaceae), распространённый в Средиземноморье, Западной, Средней и Центральной Азии.

## Ботаническое описание
Однолетние травянистые растения, опушенные простыми, двураздельными на ножках и ветвистыми на ножках волосками. Стебли облиственные, прямостоячие или восходящие.
Соцветие — безлистная, хотя бы в верхней части, кисть, или цветки одиночные в пазухах листьев. Чашечка закрытая; чашелистики прямостоячие, боковые чашелистики в основном без мешков. Лепестки лиловые, розовые или белые, узкоклиновидные, наверху закруглённые. Пыльники зелёные или палевые; нити длинных тычинок в различной степени попарно сросшиеся или свободные. Боковые медовые желёзки вытянуты по направлению к длинным тычинкам, открыты наружу или наружу и внутрь одновременно. Рыльце короткоконическое, глубоко двухлопастное, почти сидячее или на коротком столбике. Плод — четырёхгранный, цилиндрический или уплощённый, раскрывающийся стручок. Семена однорядные или очень редко двурядные. Зародыш спиннокорешковый или скошенно спиннокорешковый. x=7.

## Виды
Род включает 24 вида:
- Strigosella africana (L.) Botsch. — Стригозелла африканская
- Strigosella behboudiana (Rech.f. & Esfand.) Botsch.
- Strigosella brevipes (Bunge) Botsch. — Стригозелла коротконогая
- Strigosella cabulica Boiss.
- Strigosella circinata (Bunge) Botsch.
- Strigosella grandiflora (Bunge) Botsch. — Стригозелла крупноцветковая
- Strigosella hispida (Litv.) Botsch. — Стригозелла щетинистоволосая
- Strigosella hyrcanica (Freyn & Sint.) Botsch.
- Strigosella intermedia (C.A.Mey.) Botsch. — Стригозелла промежуточная
- Strigosella latifolia Bondarenko & Botsch. — Стригозелла широколистная
- Strigosella leptopoda Bondarenko & Botsch. — Стригозелла тонконогая
- Strigosella longipetala (Gilli) Botsch.
- Strigosella malacotricha (Botsch. & Vved.) Botsch.
- Strigosella myrzakulovii Bajtenov
- Strigosella scorpioides (Bunge) Botsch. — Стригозелла скорпионовидная
- Strigosella spryginioides (Botsch. & Vved.) Botsch.
- Strigosella stenopetala (Bernh. ex Ledeb.) Botsch. — Стригозелла узколепестковая
- Strigosella strigosa (Boiss.) Botsch. — Стригозелла щетинистая
- Strigosella tadzhikistanica (Vassilcz.) Botsch. — Стригозелла таджикская
- Strigosella tenuissima (Botsch.) Botsch. — Стригозелла тончайшая
- Strigosella toppinii (O.E.Schulz) Botsch.
- Strigosella trichocarpa (Boiss. & Buhse) Botsch. — Стригозелла волосистоплодная
- Strigosella turkestanica (Litv.) Botsch. — Стригозелла туркестанская
- Strigosella vvedenskyi Bondarenko & Botsch.